# Buholmråsa fyr
Buholmråsa fyr ist ein Leuchtturm an der norwegischen Küste in der Kommune Osen in Trøndelag. Der Leuchtturm steht auf der Insel Sønnaholmen in der Nähe des Ortes Sætervik. Der Leuchtturm wurde 1917 errichtet und ist 23,5 Meter hoch; sein Feuer hat eine Reichweite von 17 Seemeilen. Im Jahr 1965 wurde zusätzlich ein Funkfeuer eingerichtet, das eine Reichweite von fast 20 Seemeilen hat. Der Leuchtturm wurde 1989 automatisiert und ist seit 1994 unbemannt. Der Turm und seine Nebengebäude aus den Jahren 1917 bzw. 1946 stehen unter Denkmalschutz und können für Übernachtungen gemietet werden.
Der Leuchtturm markiert das südliche Ende der Folda, eines offenen Küstenabschnittes und gefährlichen Fahrwassers.

## Meteorologische Station
Das norwegische meteorologische Institut betreibt auf dem Leuchtturm eine Wetterstation. Seit November 1965 werden in der 18 Meter über dem Meeresspiegel liegenden Station Wetterdaten aufgezeichnet. Nachfolgende Tabelle gibt die ermittelten Durchschnittswerte wieder:
|                  | Jan | Feb | Mär | Apr | Mai | Jun  | Jul  | Aug  | Sep  | Okt | Nov | Dez | Jahr |
| ---------------- | --- | --- | --- | --- | --- | ---- | ---- | ---- | ---- | --- | --- | --- | ---- |
| Temperatur (°C)  | 0,5 | 0,7 | 1,9 | 4,0 | 8,0 | 10,8 | 12,5 | 13,0 | 10,7 | 7,5 | 3,9 | 1,6 | 6,3  |
| Niederschlag(mm) | 79  | 64  | 61  | 56  | 43  | 49   | 65   | 71   | 100  | 106 | 86  | 90  | 870  |